# Volkmar Helbig
Volkmar Helbig (* 20. Juli 1942) ist ein deutscher Physiker und pensionierter Hochschullehrer.

## Werdegang, Forschung und Lehre
Helbig studierte an der Christian-Albrechts-Universität zu Kiel. Dort wurde er 1970 bei Walter Lochte-Holtgreven promoviert. Nach seiner Habilitation 1979 mit der Schrift Untersuchung der Übergangswahrscheinlichkeiten der Edelgase Neon, Argon, Krypton und Xenon wurde er dort außerplanmäßiger Professor am Institut für Experimentelle und Angewandte Physik, Atom- und Plasmaphysik. Nach seiner Pensionierung im Wintersemester 2007/08 widmete sich Helbig populärwissenschaftlichen Vorträgen sowie dem Kabarett und der Musik, wo er als Teil eines Trios auftritt.
Helbigs Schwerpunkte lagen im Bereich der experimentellen Atomphysik und Plasmaphysik. Dabei untersuchte er unter anderem die Lebensdauern, Linienbreiten und  Übergangswahrscheinlichkeiten verschiedener Atome (wie Wasserstoff, Stickstoff, Argon oder Xenon) sowie den Einfluss von elektromagnetischen Feldern (Stark- und Zeeman-Effekt) auf diese Größen. Diese Messungen dienten zur Überprüfung und Verbesserung der entsprechenden theoretischen Berechnungen und daraus abgeleiteten Tabellen. Die Messung der Stark-Verbreiterung wurde außerdem verwendet, um dadurch Plasmen hinsichtlich der Dichte und Verteilung ihrer atomaren Bestandteile zu charakterisieren („plasma diagnostics“).
Insgesamt ist Helbig Ko-Autor von 46 Artikeln in wissenschaftlichen Zeitschriften, die (Stand 2022) knapp 1000 mal zitiert wurden (h-Index 16).
Zusammen mit Kollegen erarbeitete er die Vorlesung Physik & Musik, die an vielen Schulen gehalten wurde, und organisierte zahlreiche populärwissenschaftliche Vorlesungsreihen.

## Publikationen
- Druck- und Starkeffektverbreiterung von Magnesiumlinien, Diss. Univ. Kiel, 1970.
- Untersuchung der Übergangswahrscheinlichkeiten der Edelgase Neon, Argon, Krypton und Xenon. Habil.-Schr. Univ. Kiel, 1979.
- Determination of the local electric field strength in the cathode fall of a low pressure gas discharge using Doppler-free spectroscopy. In: AIP Conference Proceedings, 2006, S. 45. doi:10.1063/1.2402750
- zusammen mit Porokhova, I. A.; Golubovskii, Y. B.; Csambal, C.; Wilke, C.; Behnke, J. F.: Nonlocal electron kinetics and excited state densities in a magnetron discharge in argon. In: Physical Review  E, 2002 doi:10.1103/PhysRevE.65.046401.
- zusammen mit: Csambal, C.; Arp, A.; Marczinski, J.:Interpretation of absorption profiles in the case of longitudinal Zeeman splitting. In: Journal of Quantitative Spectroscopy & Radiative Transfer, Vol. 57, No. 6, 1997, S. 745–751.  doi:10.1016/S0022-4073(97)00022-8
- zusammen mit Dohrn, A.; Nowack, P.; Konies, A.; Gunter, S.: Stark broadening and shift of the first two Paschen lines of hydrogen. In: Physical Review  E, Vol. 53, No. 6, 1996, S. 6389–6395. doi:10.1103/PhysRevE.53.6389